# Geranomyia toxeres
Geranomyia toxeres är en tvåvingeart som först beskrevs av Alexander 1974.  Geranomyia toxeres ingår i släktet Geranomyia och familjen småharkrankar.
Artens utbredningsområde är Nigeria. Inga underarter finns listade i Catalogue of Life.